# Avia BH-26
Les avions biplans Avia BH-26 et Avia BH-28 sont des biplaces militaires tchécoslovaques de l'entre-deux-guerres.

## Le chasseur Avia BH-26
Premier biplace dessiné par les ingénieurs Pavel Beneš et Miroslav Hajn, ce chasseur conservait la structure en bois entoilée et la voilure à ailes inégales des Avia BH-17 et BH-21, agrandie d’un mètre en envergure, mais le fuselage était redessiné pour recevoir un moteur 9 cylindres en étoile Bristol Jupiter IV construit sous licence par Walter. Outre le jumelage Lewis sur affût Škoda Holding monté au poste arrière, le prototype, dont les premiers vols eurent lieu en 1927, se distinguait par un empennage vertical sans surface verticale fixe, comme les productions antérieures de la firme. Cet empennage fut remplacé en série par un empennage classique avec dérive fixe et gouverne de direction. 
Le BH-26 ne semble pas avoir eu de défaut particulier mais la production de série fut limitée à 8 exemplaires destinés à l’école centrale de pilotage. Utilisés brièvement comme avions de liaison par la Luftwaffe au début de la Seconde Guerre mondiale, ils furent retirés en 1940 et passés au pilon.

## Le biplace de reconnaissance Avia BH-28
Biplace d’observation à moteur en étoile Armstrong Siddeley Jaguar dessiné en 1927 à partir du BH-26 par Pavel Beneš et Miroslav Hajn pour répondre à un appel d’offres roumain. Après essais l’appareil fut envoyé pour expérimentation à Bucarest, mais n’intéressa pas les roumains. Le prototype resta donc unique.